# Likelike

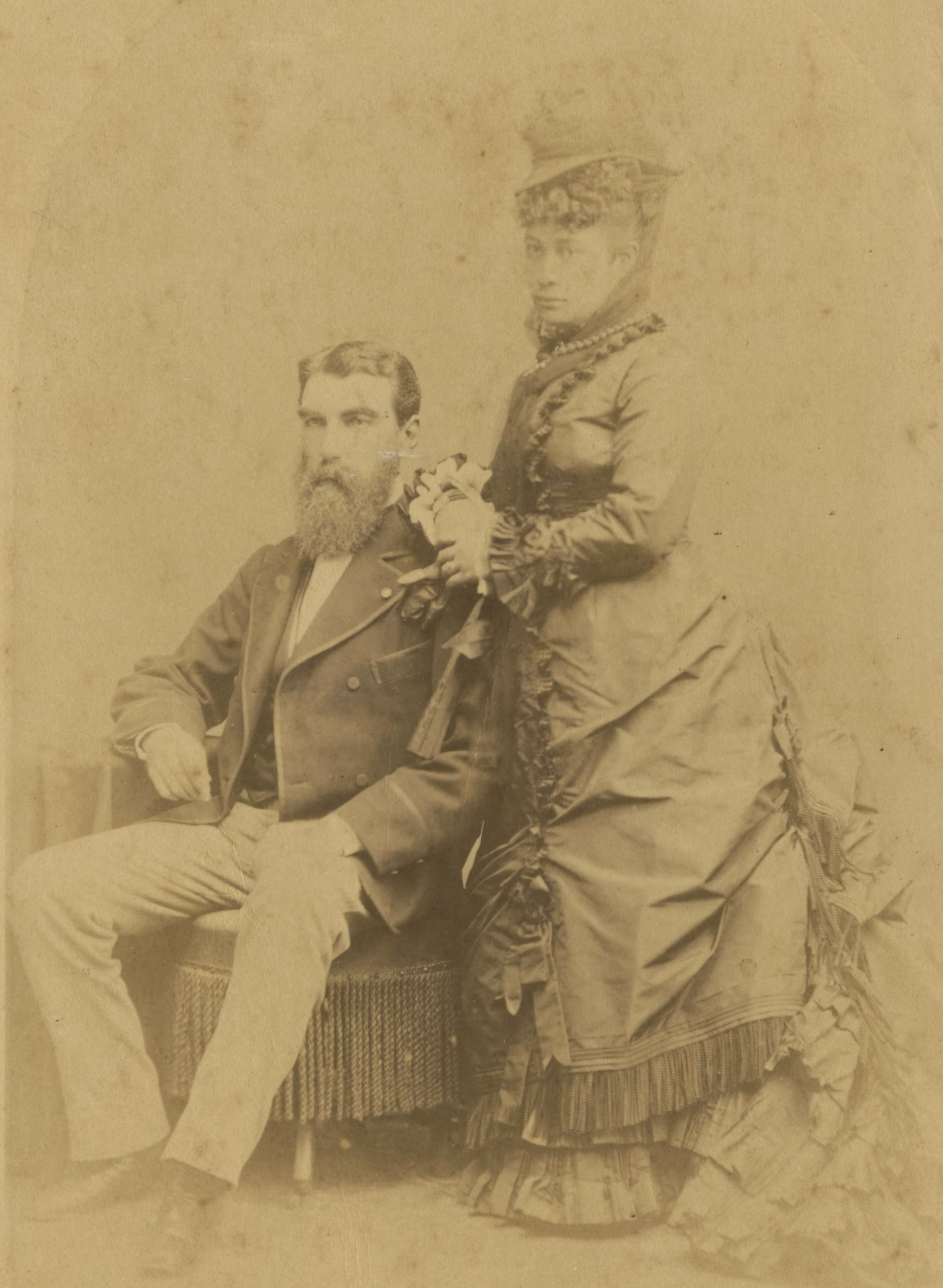
La princesa Likelike i el seu marit.

Miriam Kapili Kekāuluohi Likelike (13 de gener de 1851 – 2 de febrer de 1887) va ser una princesa del Regne de Hawaii, germana dels dos últims reis i mare de la Princesa Ka'iulani, última hereva al tron de Hawaii. Va ostentar el títol de Senyora d'Ainahau.

## Biografia
Va néixer el 13 de gener de 1851 a Honolulu, Oahu. La seva mare va ser la Gran Cap Analea Keohokālole i el seu pare fou el Gran Cap Cèsar Kalauaiku Kapaakea. Va ser germana de James Kaliokalani, David Kalakaua, Liliuokalani, Kaimina'auao, Anna Ka'iulani i William Pitt Leleiohoku II. A conseqüència del seu precari estat de salut, durant la seva infantesa va ser enviada a viure a una zona amb un clima més sec, concretament a Kona, a l'illa de Hawaii, on va ser hanai d'una família noble d'aquesta zona. Igual que tots els seus germans, va ser donada en hanai a una família de l'alta aristocràcia de Kona. A l'edat de 6 anys va tornar a Honolulu i va romandre allà fins a les seves noces. En un principi, va ser compromesa amb Albert K. Kunuiakea, fill natural de Kamehameha III, però ella va decidir trencar el seu compromís per casar-se amb un altre home.
El 22 de setembre de l'any 1870, es va casar amb Archibald Scott Cleghorn, un home escocès molt més gran que ella. Les noces es van celebrar a casa de la seva germana, a Washington Place. Llavors, Archibald comptava amb 35 anys i Likelike amb 19. Igual que en el cas de la seva germana Lydia, que es va casar amb John Owen Dominis, el seu germà no va estar exempt de problemes. Els senyors victorians esperàven ser els amos dels seus castells, els seus serfs, els seus fills i fins i tot de les seves dones. Però els nobles Hawaians, ali'i, tant els homes com les dones, eren educats per governar per sobre dels altres. El seu marit podia arribar a ser tempestuós i exigent. La princesa simplement va tornar a la gran illa de Hawaii i es va negar a tornar al costat del seu espòs. Va arribar a exercir el paper de governadora de l'illa de Hawaii des del març de l'any 1879 fins al setembre de l'any 1880.
L'agost de l'any 1883 va escriure una carta al seu espòs durant la seva estada a l'illa de Hawaii:
| « | Sempre em culpes de tot i m'estic cansant. M'hauré de matar, llavors no em tornaràs a rondinar tota l'estona. Crec que estem millor separats... Com no m'estimes i jo tampoc t'estimo, em limitaré a dir 'Que Déu beneeixi als bons. | » |

Després d'escriure aquesta dramàtica carta, va tornar a Oahu. 5 anys després del seu matrimoni, Likelike va donar a llum una filla, la princesa Victòria Ka'iulani, que seria l'única Kalakaua de la seva generació. Al juny de l'any 1877, dos anys després del naixement de Ka'iulani va patir un avortament espontani durant un viatge a San Francisco, Califòrnia. Mai més va poder tornar a concebre un altre fill. A partir d'aquest moment, Ka'iulani es va convertir en el centre de la seva vida i en el futur del Regne de Hawaii. A una de les seves cartes d'agraïment a la seva padrina, la princesa Ruth Ke'elikolani, Ka'iulani va escriure:
| « | Benvolguda Mamà Nui: Moltes gràcies pel bonic barret que m'has enviat. Queda tan bé que la mare el volia, però jo no l'hi vaig deixar. Gràcies pel blat de moro i les síndries, estan molt bons. Es troba bé? Amb molt d'amor de la seva nena, Ka'iulani. PDː Vull que donis a la Senyoreta Barnes (la seva tutora) un nom natiu. | » |

No és d'estranyar que seguidament en una altra carta, l'enfadada Ka'iulani escrivís:
| « | Benvolguda Mamà Nui, Vull un altre barret. La mare s'ha quedat amb el que vostè m'ha enviat. Es troba millor ara? Quan vindrà a casa? Amb molt d'amor. De la seva nena, Ka'iulani. | » |

Likelike era la tercera en la línia de successió, després del seu germà William i de la seva germana Liliuokalani, fins a la mort del seu germà que la va elevar al segon lloc en la línia de successió i a la seva filla al tercer lloc.
Likelike era dona molt vivaç i estimada, la seva casa es va obrir a totes les personalitats importants del món. Tenia la fama de ser amable i gentil en gairebé en tots els països d'Europa i els estats de la unió. Sempre estava al dia en les últimes tendències de la moda i comprava els seus vestits a les més prestigioses botigues de París. Tant la princesa Likelike com la seva filla i els seus germans eren coneguts com "La Primera Família de Músics de Hawaii". També podia arribar a ser molt exigent i malhumorada, per exemple, una vegada va colpejar amb un fuet a un servent per no guardar el carro correctament net.

## Mort
La causa de la mort de la princesa és encara desconeguda; es creu que simplement es va ficar al llit i es va negar a prendre cap tipus d'aliment. A mitjans de gener de l'any 1887, un gran banc de peixos anomenat 'aweoweo va ser albirat a prop de la costa de l'illa de Hawaii. Aquest banc de peixos de color vermell brillant, a prop de la costa, era considerat com un auguri de mort per als membres d'una família noble. El 2 de febrer de l'any 1887, la princesa Likelike va morir als 36 anys, abans que la seva filla arribés a l'adolescència. Algunes persones van afirmar que ella va fer això per apaivagar la ira de Peli, la deessa dels volcans. Als seus últims moments va predir que Ka'iulani mai es casaria i que mai seria reina de Hawaii.

## Llegat
La Carretera Likelike, l'històric Likelike Drive Inn i l'Escola Primària Likelike porten el seu nom.

## Composicions
- Âinahau
- Aloha No Au I Ko Maka
- Maikai Waipio' (Bell Waipio)
- Ahe Lau Makani (Hi ha un Respir)
- Kuu Ipo Ika Hee Pueone
- Thou I Ca Nani Mae'Ole (La teva bellesa mai s'esvairà).